# 黄瓦韦
黄瓦韦（学名：Lepisorus asterolepis），为水龙骨科瓦韦属下的一个植物种。